# Ola Brynhildsen
Ola Brynhildsen (Bærum, 1999. április 27. –) norvég válogatott labdarúgó, a Molde csatárja.

## Pályafutása

### Klubcsapatokban
Ola Brynhildsen Bærum községben született. Az ifjúsági pályafutását 2014-ben a helyi Stabæknél kezdte. 
2017-ben mutatkozott be Stabæk felnőtt csapatában. Először a 2017. október 22-ei, Tromsø elleni mérkőzésen lépett pályára. Első gólját a 2017. november 5-ei, Odds elleni találkozón lőtte.
2020-ban két és féléves szerződést írt alá a szintén norvég első osztályban szereplő Moldével.

### A válogatottban
Brynhildsen az U19-es, az U20-as és az U21-es korosztályú válogatottakban is képviselte Norvégiát.
2022-ben debütált a felnőtt válogatottban. Először a 2022. november 17-ei, Írország ellen 2–1-re megnyert mérkőzés 74. percében, Morten Thorsbyt váltva lépett pályára.

## Statisztikák
2023. augusztus 2. szerint
| Klub     | Szezon   | Osztály     | Bajnokság | Bajnokság | Kupa  | Kupa | Nemzetközi | Nemzetközi | Összesen | Összesen |
| Klub     | Szezon   | Osztály     | Meccs     | Gól       | Meccs | Gól  | Meccs      | Gól        | Meccs    | Gól      |
| -------- | -------- | ----------- | --------- | --------- | ----- | ---- | ---------- | ---------- | -------- | -------- |
| Stabæk   | 2017     | Eliteserien | 5         | 2         | 1     | 0    | —          | —          | 6        | 2        |
| Stabæk   | 2018     | Eliteserien | 25        | 4         | 2     | 1    | —          | —          | 27       | 5        |
| Stabæk   | 2019     | Eliteserien | 29        | 6         | 1     | 0    | —          | —          | 30       | 6        |
| Stabæk   | Összesen | Összesen    | 59        | 12        | 4     | 1    | —\|        | —\|        | 63       | 13       |
| Molde    | 2020     | Eliteserien | 30        | 5         | —     | —    | 10         | 0          | 40       | 5        |
| Molde    | 2021     | Eliteserien | 30        | 5         | 2     | 1    | 4          | 3          | 36       | 9        |
| Molde    | 2022     | Eliteserien | 19        | 11        | 4     | 1    | 11         | 5          | 34       | 17       |
| Molde    | 2023     | Eliteserien | 13        | 7         | 4     | 3    | 2          | 1          | 19       | 11       |
| Molde    | Összesen | Összesen    | 92        | 28        | 10    | 5    | 27         | 9          | 129      | 42       |
| Összesen | Összesen | Összesen    | 151       | 40        | 14    | 6    | 27         | 9          | 192      | 55       |

### A válogatottban
| Válogatott | Év       | Pályára lépés | Gól |
| ---------- | -------- | ------------- | --- |
| Norvégia   | 2022     | 2             | 0   |
| Norvégia   | 2023     | 2             | 0   |
| Összesen   | Összesen | 4             | 0   |

## Sikerei, díjai
Molde
- Eliteserien
  - Bajnok (1): 2022
  - Ezüstérmes (2): 2020, 2021

- Norvég kupa
  - Győztes (1): 2021–22